# Euselasia toppini
Euselasia toppini är en fjärilsart som beskrevs av Sharpe 1915. Euselasia toppini ingår i släktet Euselasia och familjen Riodinidae. Inga underarter finns listade i Catalogue of Life.